# Guymon
La ville de Guymon est le siège du comté de Texas, dans l’État de l’Oklahoma, aux États-Unis. Lors du recensement de 2010, elle comptait 11 442 habitants. C’est la ville la plus peuplée de l’Oklahoma Panhandle.

## Histoire
La ville s’est d’abord appelée Sanford avant d’être renommée Guymon par les autorités du chemin de fer local, afin d’éviter un risque de confusion avec Stratford, dans le Texas, située plus loin sur la même ligne ferroviaire.

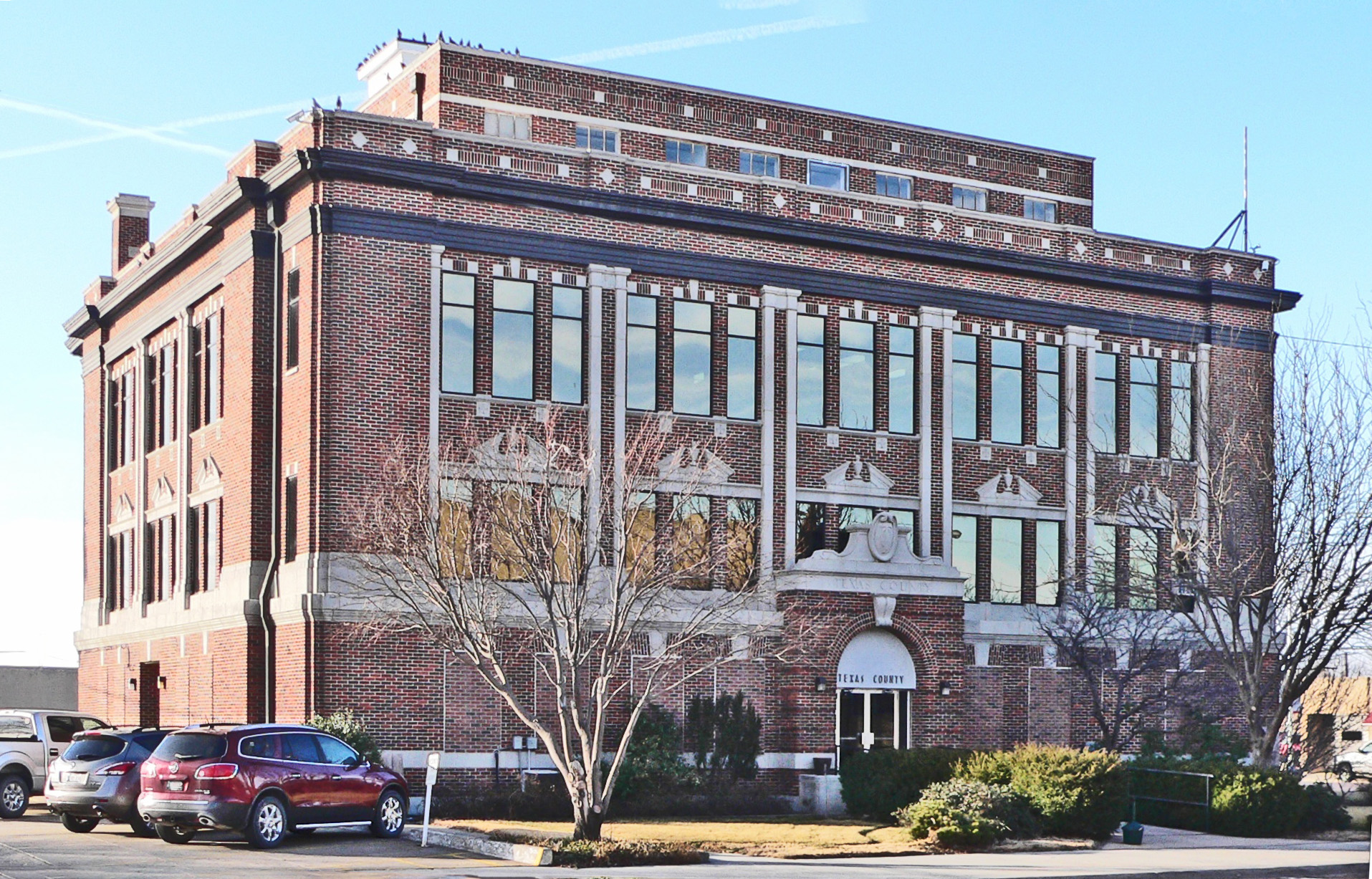
Palais de justice du comté du Texas (2012)

## Source
- (en) Cet article est partiellement ou en totalité issu de l’article de Wikipédia en anglais intitulé « Guymon, Oklahoma » (voir la liste des auteurs).